# Bombus argillaceus
Bombus argillaceus este o specie de bondar din subgenul Megabombus , distribuită din sudul și sud-estul Europei până în vestul Asiei.
B. argillaceus se găsește din estul Mediteranei până în Alpi în Franța , Italia , Elveția, Austria , Ungaria, în România la nord de Cluj . În est, ajunge în estul Kazahstanului , iar în sud și sud-est în Balcani , Grecia , Cipru , Turcia , Caucaz și nordul Iranului .